# Сакараву
Сакараву (канн. ಸಕಾರವು) — са, буква алфавита каннада,  обозначает глухой альвеолярный спирант [s].
Кагунита: ಸಾ , ಸಿ , ಸೀ , ಸು , ಸೂ , ಸೃ , ಸೆ , ಸೇ , ಸೈ , ಸೊ , ಸೋ , ಸೌ .
Подстрочная форма написания в лигатурах называется саотту:
- Саотту (каннада)
- Саватту (телугу)
- Тьенг са (кхмерский)